# Публій Корнелій Косс (військовий трибун з консульською владою 408 року до н. е.)
Пу́блій Корне́лій Косс (лат. Publius Cornelius Cossus; V століття до н. е.) — політик, державний і військовий діяч Римської республіки, військовий трибун з консульською владою (консулярний трибун) 408 року до н. е.

## Біографія
Походив з патриціанського роду Корнеліїв, його гілки Коссів. Син Авла Корнелія Косса, консула 438 року до н. е. і великого понтифіка 431 року до н. е. Про молоді роки Публія Корнелія згадок у джерелах немає.
408 року до н. е. його було обрано військовим трибуном з консульською владою разом з Гаєм Юлієм Юлом і Гаєм Сервілієм Структом Агалою. Трибуни цієї каденції тривало і настійно заперечували проти рішення сенату призначити диктатора для війни з вольсками і еквами, але зрештою не змогли цьому перешкодити. Тому Гай Сервілій призначив диктатором Публія Корнелія Рутіла Косса, який у свою чергу призначив своїм заступником — начальником кінноти Гая Сервілія. Римська армія розбила ворога.
Про подальшу долю Публія Корнелія Косса відомості не збереглися.